# Depressão tropical Cinco-E (2008)
A Depressão Tropical Cinco-E foi uma depressão tropical em julho de 2008 que desembarcou ao longo da costa sudoeste Mexicana. Ele foi o quinto ciclone tropical da temporada de furacões no Pacífico de 2008. A depressão desenvolveu-se em 23 de junho a partir de uma onda tropical fraca que se formou na costa da África. A onda permaneceu mal organizada ao longo do seu percurso através do oceano Atlântico e Mar do Caribe. A onda entrou no Pacífico Oriental, em 2 de julho, depois de passar pela América Central. Nessa tarde a onda desenvolveu uma área de baixa pressão.
A baixa mudou-se para o noroeste, movendo-se paralelo à linha da costa. O desenvolvimento contínuo levou à eventual atualização de Depressão Tropical Cinco-E no dia 5 de julho. Foi inicialmente previsto que a depressão se tornaria uma tempestade tropical antes do desembarque, mas o vento não conseguiu aumentar acima de 55 km/h. A depressão fez uma curva para o norte-noroeste e chegou a terra em 7 de julho. Depois dissipou-se logo após o desembarque devido ao terreno montanhoso. A depressão produziu fortes chuvas em partes do sudoeste do México, atingindo o pico de 330 mm (12.99 in). Essas chuvas trouxeram enchentes que mataram duas pessoas e deixaram cerca de MXN 30 milhões (US$ 2,2 milhões) em perdas e danos.

## História meteorológica
A Depressão Tropical Cinco-E formou-se a 23 de junho a partir de uma fraca onda tropical, associada por convecção espalhada, que tinha formado na costa da África. A onda depois moveu-se para o oeste à taxa de 37 km/h (23 mph), devido a uma área de alta pressão localizado sobre o centro-norte do Oceano Atlântico, levando a um fluxo predominante de leste. Alguma força de viragem ciclônica foi observado e a convecção foi em ambos os lados do eixo — o centro da tempestade — mas foi, principalmente, em associação com a Zona de convergência intertropical (ZCI). A onda manteve-se muito próximo à zona de convergência intertropical para os próximos dias, sem qualquer desenvolvimento.
Em 26 de junho, uma pequena explosão de humidade no sistema foi observado na área de onda, mas nenhum outro notável desenvolvimento ocorreu. No dia 2 de julho, a onda movia-se sobre a América Central e produzia ao largo da costa de Honduras áreas espalhadas de forte convecção. No final do dia, o centro da onda tornou-se alongada, conforme determinado por uma passagem do satélite QuikSCAT. Pela tarde, a onda desenvolveu uma área de baixa pressão e um foi emitido um alerta de formação de ciclone tropical como estava presente a possibilidade de desenvolvimento de um ciclone tropical no prazo de 48 horas.
Passado pouco tempo depois do alerta ser emitido, a convecção profunda desapareceu da baixa enquanto estava localizada a 640 km (400 mi). Previa-se o redesenvolvimento para as horas seguintes. A baixa movia-se lentamente em direção ao noroeste, devido a uma profunda vale localizada sobre o Golfo do México e uma crista de alta pressão localizada sobre o oeste do México. Na manhã de 3 de julho, convecção tinha-se remodelado, perto da baixa e o seu movimento para a frente rapidamente aumentou para 18 km/h (11 mph). A baixa manteve-se desorganizada para os próximos dois dias, pois movia-se rapidamente para o noroeste.
Durante a manhã do dia 5 de julho, a convecção profunda aumentou rapidamente e de bandas características formaram-se, apesar do forte cisalhamento do vento leste. A convecção persistiu durante a tarde e a baixa foi atualizada de acordo para a Depressão Tropical Cinco-E. As correntes fracas de vento persistiram enquanto a depressão mudou-se para o noroeste entre 6 km/h a 8 km/h. Depois da atualização da tempestade, não ocorreu mais desenvolvimento enquanto o sistema movia-se de forma constante em direção norte-noroeste. No início de 7 de julho, a depressão chegou a terra perto de Lazaro Cardenas com ventos de 22 mph (35 km/h). O rápido enfraquecimento seguiu-se logo após o desembarque e a tempestade dissipou-se várias horas mais tarde, sobre as montanhas do México.

## Preparações e impacto

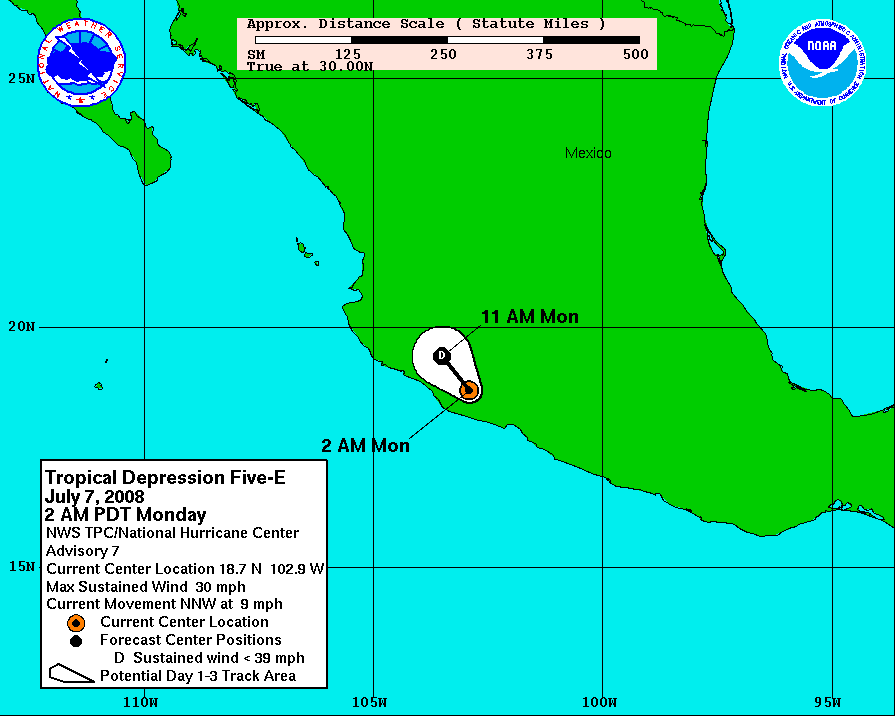
O gráfico a partir do Centro Nacional de Furacões final de assessoria em Depressão Tropical Cinco-E

Enquanto a Depressão Tropical Cinco-E se aproximava do México, o governo do país lançou alertas e avisos para a tempestade tropical em determinadas partes do litoral. Quando em 5 de julho a depressão tropical se formou, o governo emitiu um aviso de tempestade tropical a partir de Acapulco para Zihuatanejo. Outros interesses no Oceano Pacífico, foram convidados para rastrear o desenvolvimento da depressão. Na manhã de 6 de julho, o governo Mexicano emitiu um alerta de tempestade tropical para Zihuatanejo para Manzanillo. O anterior aviso de tempestade tropical se manteve em vigor, para mais seis horas, quando o aviso foi rebaixado em um alerta de tempestade tropical. Na tarde de 6 de julho, o governo descontinuou o alerta de tempestade tropical até Acapulco. O restante alerta de tempestade tropical foi descontinuado no dia 7 de julho, após a depressão tropical, tinha chegado a terra e começado a enfraquecer. A agência de meteorologia do governo também lançou treze boletins de ciclones tropicais e quatro avisos de cuidado pessoal.
A depressão tropical produziu 130 mm (5.11 in) de chuva em Manzanillo, com outros locais também a receberem chuva isolada. O Monte de Ortega, Colima relatou 330 mm (12.99 in) de chuva num período de 24 horas. A comunidade de Ometepec relatou 200 mm (7.88 in). Outros locais relataram chuva moderada, variando em torno de 130–180 mm (5–7 in). Uma pessoa foi levada pelas águas da inundação, atingindo 1 m (3.3 ft) de profundidade. As fortes chuvas da depressão resultaram num acidente de viação que matou uma pessoa e feriu outras duas. Ao todo, os danos da tempestade atingiram MXN 30 milhões (US$2,2 milhões).